# Межвидовая дружба

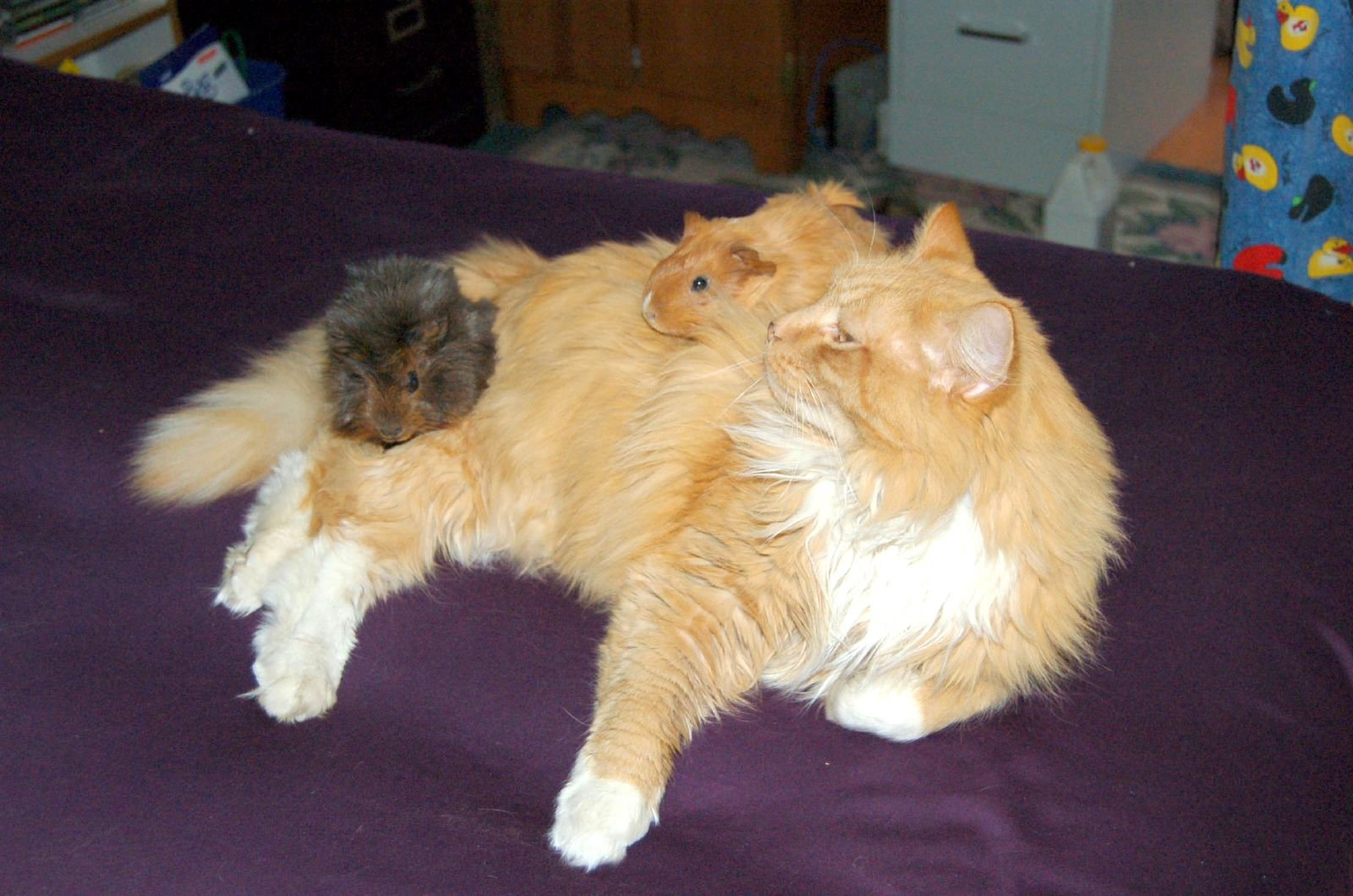
Кот и две морские свинки

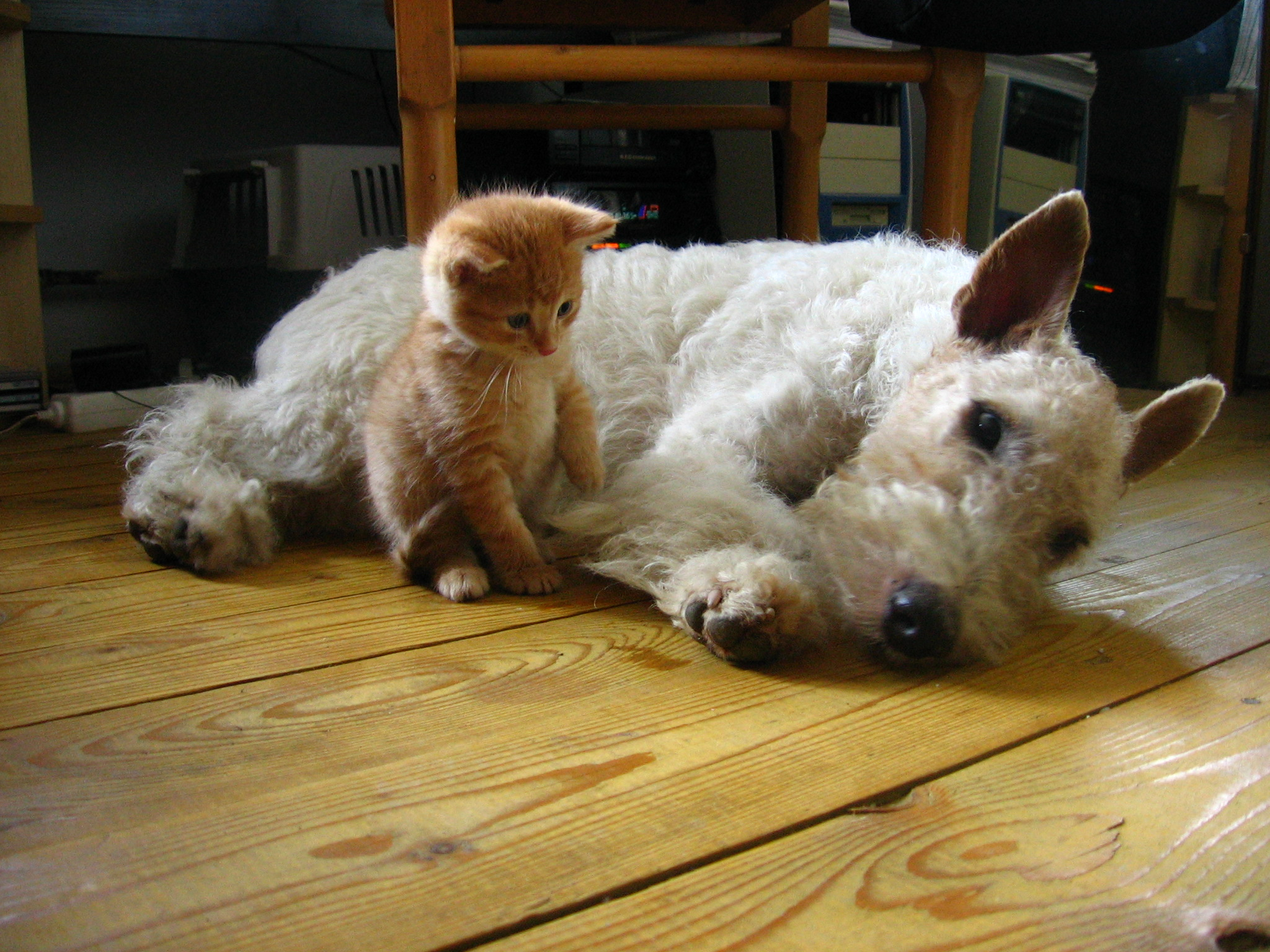
Фокстерьер и котёнок

Межвидовая дружба — связь, которая образуется между отдельными представителями разных видов животных (в отличие от мутуализма — взаимополезной связи на уровне видов). Нетипичное явление в биологии, однако, многочисленные случаи зарегистрированы как среди диких, так и среди домашних животных, включая млекопитающих, птиц, рептилий, а также их комбинаций. Во многих случаях пары образуют те животные, виды которых в естественных условиях обычно не ладят, а иногда один из видов даже охотится на другой.
Среди причин межвидовой дружбы можно назвать взаимовыгодное сотрудничество между парой, необходимость социальных связей, потребность в защите, но чаще причины неизвестны. Стоит вспомнить об описанном в XX веке Конрадом Лоренцом феномене импринтинга, когда новорождённые детёныши некоторых птиц и зверей принимают за родителя первый увиденный ими движущийся объект. Схожие процессы могут быть и в данном случае, как отмечает Марк Бекофф из Колорадского университета в Боулдере, поскольку в неволе животные зачастую живут рядом с представителями других видов с самого детства, когда их поведение и привычки достаточно пластичны. К слову, в зоопарке Сан-Диего практикуют совместное воспитание гепардов и собак с целью сделать первых более покладистыми.
Некоторые учёные, например, Клайв Уинн из Университета штата Аризона высказывались в том русле, что, поскольку взаимодействие происходит в антропогенной среде, то говорить о какой-либо естественности таких отношений и о «дружбе» не приходится. С другой стороны, например, Барбара Сматс из Университета Мичигана считает, что и в таких условиях действуют общие принципы поведения животного. На вопрос о критериях различия между дружбой и случайным мимолётным контактом Барбара Кинг из Колледжа Вильгельма и Марии называет длительность отношений, взаимность, а также приспособляемость и притирку друг к другу. Она замечает, что по видеороликам и фотографиям в интернете судить об этом довольно трудно и велика опасность антропоморфного подхода. Символом закрепившихся отношений может служить взаимный груминг. В связи с межвидовой дружбой встаёт также вопрос о межвидовой коммуникации.
Межвидовая дружба широко распространена в сказках и фэнтези о говорящих животных. Авторская фантазия создаёт причудливые пары, такие как, например, герои романа «Ветер в ивах» Кеннета Грэма (1908), таракан и кот в цикле «Archy and Mehitabel» Дона Маркиза (с 1927), кошка и птица в романе «Dudley & Gilderoy» Алджернона Блэквуда (1929), свинья и паучиха в романе «Паутина Шарлотты» Элвина Брукса Уайта (1952).